# LAHAT
LAHAT é um míssil projetado pela MBT Divisão de Mísseis, subsidiária da IAI, para atender os requisitos dos exércitos. Utilizando método de busca semi-ativa do alvo, o LAHAT foi projetado para ser disparado de um tanque Merkava ou por mira indireta, por outro tanque, helicóptero ou observadores avançados. Para disparar, o LAHAT requer uma mínima exposição na posição de tiro, (somente visão de comando) tal que o tanque indicador (não necessariamente o tanque que disparou) tem que manter a linha de visão do alvo durante o voo do míssil.
Com uma baixa assinatura de disparo (flash e poeira), a posição de disparo é muito difícil de ser detetada, de todas as distâncias. A trajetória do míssil pode ser acertada de aparelhagem no tanque (ataque de topo) ou helicóptero (ataque direto). O tempo de voo é maior que da munição cinética (14 segundo em um raio de 4.000 metros) mas como a indicação do alvo é somente necessária na fase final do voo, o tanque pode disparar o LAHAT de uma posição escondida ou usar indicação remota para máxima proteção. Finalmente, o míssil usa uma carga perfilada que pode destruir todos as modernas blindagens, incluindo aqueles com poder reativo.  A carga principal tem um alto poder de penetração capaz de perfurar 800 mm, destruindo todos os veículos blindados conhecidos mesmo em altos ângulos de impacto típicos de ataque de trajetória de topo. A introdução do LAHAT em tanques convencionais requer modificações mínimas, substituindo o módulo LRF/laser, e incluindo o programa do LAHAT no computador de controle de fogo.
O míssil LAHAT tem um alcance de 8 km quando lançado de uma plataforma no solo, e mais de 13 km, quando disparado de uma alta elevação. O acerto do míssil no alvo e de uma precisão de 0,7 metros CEP em um ângulo maior que 30 graus, oferecendo uma penetração maior que 800 mm para blindagem a aço devido à ogiva de alta performance. O míssil pesa 13 kg, e um lançador múltiplo pode ser adaptado em plataformas terrestres ou aéreas, pesando 75 kg, incluindo 4 mísseis.